# Два бойца
«Два бойца» — художественный фильм, снятый режиссёром Леонидом Луковым в Ташкенте в условиях эвакуации, во время Великой Отечественной войны, в 1943 году. В 1963 году киностудией имени М. Горького сделана «новая редакция» фильма. Снят по повести Льва Славина «Мои земляки», рассказывающий о нерушимой фронтовой дружбе двух советских бойцов в годы Великой Отечественной войны.

## Сюжет
Шёл 1941 год. Это был год тяжёлых и напряжённых боёв на Ленинградском фронте. Крепкая товарищеская спайка помогала бойцам в трудные минуты ожесточённых сражений. Глубокая боевая дружба соединила и пулемётчика Аркадия Дзюбина, сварщика из Одессы, с уральским сталеваром Сашей Свинцовым. Но однажды друзья серьёзно поссорились: получив очередной однодневный отпуск, они гуляли по Ленинграду. Немного смущаясь, Саша признался своему другу, что в городе у него есть знакомая девушка Тася, которая приглашала его к себе в гости. Весь вечер, пока друзья были в гостях у Таси, Аркадий не замолкал ни на минуту. Он рассказывал смешные истории, шутил и пел, а Саша просидел всё время молча.
Когда Аркадий и Саша вернулись поздно вечером в свою воинскую часть, оказалось, что за время их отсутствия был тяжёлый бой, а многие из однополчан погибли. Чтобы поднять настроение бойцов, Аркадий с присущим ему остроумием рассказывает товарищам историю «несчастной» Сашиной любви. Свинцов глубоко обижен шуткой друга, и они ссорятся, но эта ссора разлучает друзей ненадолго. Закипает жаркий бой, и Дзюбин защищает ДЗОТ от атакующего противника.
Боец выполняет задание, но при этом его тяжело ранят. Рискуя жизнью, Саша выносит раненого друга с поля боя.

## В ролях

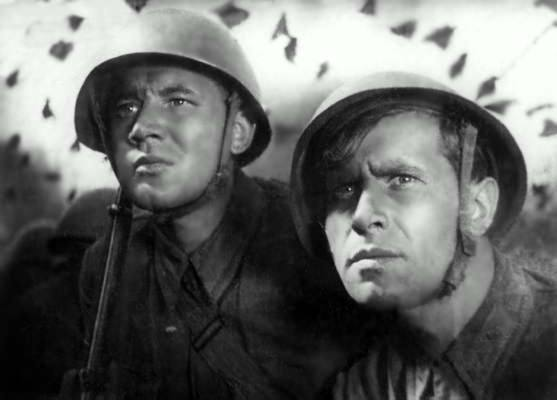
Кадр из фильма «Два бойца»
Борис Андреев и Марк Бернес

- Марк Бернес — Аркадий Дзюбин
- Борис Андреев — Саша Свинцов
- Вера Шершнёва — Тася
- Янина Жеймо — медсестра
- Максим Штраух — профессор
- Иван Кузнецов — Галанин
- Степан Крылов — майор Рудой
- Лаврентий Масоха — Окулита
- Андрей Сова — артиллерист

## Съёмочная группа
- Автор сценария: Евгений Габрилович
- Режиссёр: Леонид Луков
- Оператор: Александр Гинцбург
- Художник: Владимир Каплуновский
- Композитор: Никита Богословский
- Автор стихов: Владимир Агатов
- Звук: Арнольд Шаргородский

## Публикации о фильме
Режиссёр Леонид Луков, которого мы знаем по его прежним работам и особенно по талантливо сделанной «Большой жизни», и на этот раз создал свежую и по-новому интересную картину. Весь фильм пронизан светлым юмором, и даже в «грустных» сценах «огонёк юмора» освещает события ласковым приятным светом.
— Григорий Александров. «Два бойца». «Труд», 21 сентября 1943 года

Можно не сомневаться, что фильм будет тепло встречен зрителем. В картине имеются отдельные недостатки — боевые эпизоды сняты авторами несколько наивно. Немцы, например, наступают в фильме густой толпой и покорно падают всем подразделением от первой очереди советского пулемёта. Но, по-моему, в данном случае удача основного поэтического замысла далеко перекрывает значение отдельных недочётов.
Сюжет картины чрезвычайно прост. Два бойца — один кузнец с Урала (актёр Б. Андреев), другой — сварщик из Одессы (актёр М. Бернес) — соединены дружбой, чудесной, глубокой, нежной и преданной, такой, какая часто возникает между хорошими людьми в тяжёлой военной обстановке. Эта дружба чиста, лишена какого бы то ни было расчёта и полна естественного оптимизма. Она напоминает дружбу юношей-школьников, стихийно верящих в себя и друг в друга и в свою будущую счастливую жизнь. Уже этот органический, глубокий оптимизм, расцветающий в тяжёлом военном труде, по-моему, составляет первую прекраснейшую удачу картины.
— Всеволод Пудовкин. «Правда», 6 октября 1943 года

Успех фильма в значительной степени основан также на хорошей игре актеров. Они избежали опасностей, подстерегавших их в сценарии. М. Бернес, исполняющий роль Дзюбина, мог чрезмерно увлечься одесскими шуточками. Этого не произошло благодаря счастливому чувству меры артиста. Его Дзюбин весельчак, балагур, песенник. Но это в нем не главное. Он умеет чувствовать, он по-настояшему чуток и глубоко человечен.
То же самое и с Сашей Свинцовым, которого отлично, сыграл арт. Б. Андреев. Простодушие и милая медлительность кузнеца не стали поводом для актерского самолюбования. Наоборот, Андреев сдержан и скуп. Его Саша обаятелен своей внутренней непорочностью, душевным целомудрием. Он по-настоящему храбр, по-настоящему самоотвержен. Бледнее дан образ Таси артисткой В. Шершневой.
— Савва Голованивский. «Фронтовая дружба». «Красная звезда», 6 октября 1943 года

## Песни
Песни «Тёмная ночь» и «Шаланды, полные кефали» (музыка Никиты Богословского, стихи Владимира Агатова), исполненные в фильме Марком Бернесом, приобрели широкую популярность.